# Cory Joseph
Cory Ephram Joseph (ur. 20 sierpnia 1991 w Toronto) – kanadyjski koszykarz, reprezentant Kanady, występuje na pozycji rozgrywającego, od 2023 zawodnik Golden State Warriors.
W 2010 wystąpił w trzech spotkaniach gwiazd amerykańskich szkół średnich – McDonalds All-American, Jordan Classic, Nike Hoop Summit.
Został wygrany w drafcie w 2011 z numerem 29 przez San Antonio Spurs. Wcześniej grał na University of Texas w Austin w drużynie uczelnianej Texas Longhorns. W pierwszym sezonie w NBA Joseph notował średnio 2 punkty, 1,2 asysty przy skuteczności 31,4% rzutów z gry. Grał średnio 9,2 minuty, wystąpił w 29 spotkaniach.
W lipcu 2015 został zawodnikiem Toronto Raptors. 14 lipca 2017 trafił do Indiany Pacers w zamian za prawa do Emira Preldžicia.
6 lipca 2019 podpisał umowę z Sacramento Kings. 25 marca 2021 trafił w wyniku wymiany do Detroit Pistons. 31 lipca opuścił zespół. 10 sierpnia 2021 zawarł kolejny kontrakt z klubem. 6 lipca 2023 został zawodnikiem Golden State Warriors.

## Osiągnięcia
Stan na 20 września 2023, na podstawie, o ile nie zaznaczono inaczej.
NCAA
- Uczestnik II rundy turnieju NCAA (2011)
- Zaliczony do:
  - I składu zawodników pierwszorocznych Big 12 (2011)
  - składu All-Big 12 honorable mention (2011)

D-League
- Zaliczony do II składu :
  - D-League (2013)
  - defensywnego D-League (2013)
  - turnieju NBA D-League Showcase (2013)
- Uczestnik meczu gwiazd D-League (2013)
- Zawodnik tygodnia (26.03.2012)

NBA
- Mistrz NBA (2014)
- Wicemistrz NBA (2013)
- Zaliczony do I składu letniej ligi NBA (2012)

Reprezentacja
- Mistrz turnieju Tuta Marchanda (2015)
- Wicemistrz turnieju kwalifikacyjnego do igrzysk olimpijskich (2016)
- Brązowy medalista mistrzostw Ameryki:
  - 2015
  - U–18 (2008)
- Uczestnik:
  - mistrzostw:
    - Ameryki (2011, 2013 – 6. miejsce, 2015)
    - świata U–19 (2007 – 10. miejsce, 2009 – 7. miejsce)

  - turnieju Tuto Marchanda (2013 – 5. miejsce)